# Lupanarul din Pompeii
Lupanarul (din latină lupanar, lupanarium, însemnând „bordel”) este o casă ce adăpostea în Antichitate un bordel roman. Este de interes pentru arheologi datorită frescelor erotice de pe pereții săi. Este principalul (și probabil singurul) bordel construit intenționat cu acest scop din întregul Pompeii. De altfel, Pompeiul însuși a fost un oraș puternic asociat cu Venus, zeița romană a iubirii, sexului și fertilității, motiv pentru care existența sa este ușor de explicat.

## Localizare
Lupanarul este localizat aproximativ la două case distanțe de forum și aproape de Termele Stabiane, la intersecția dintre Vico del Lupanare și Vico del Balcone Pensile.